# 羅森塔爾巴赫河

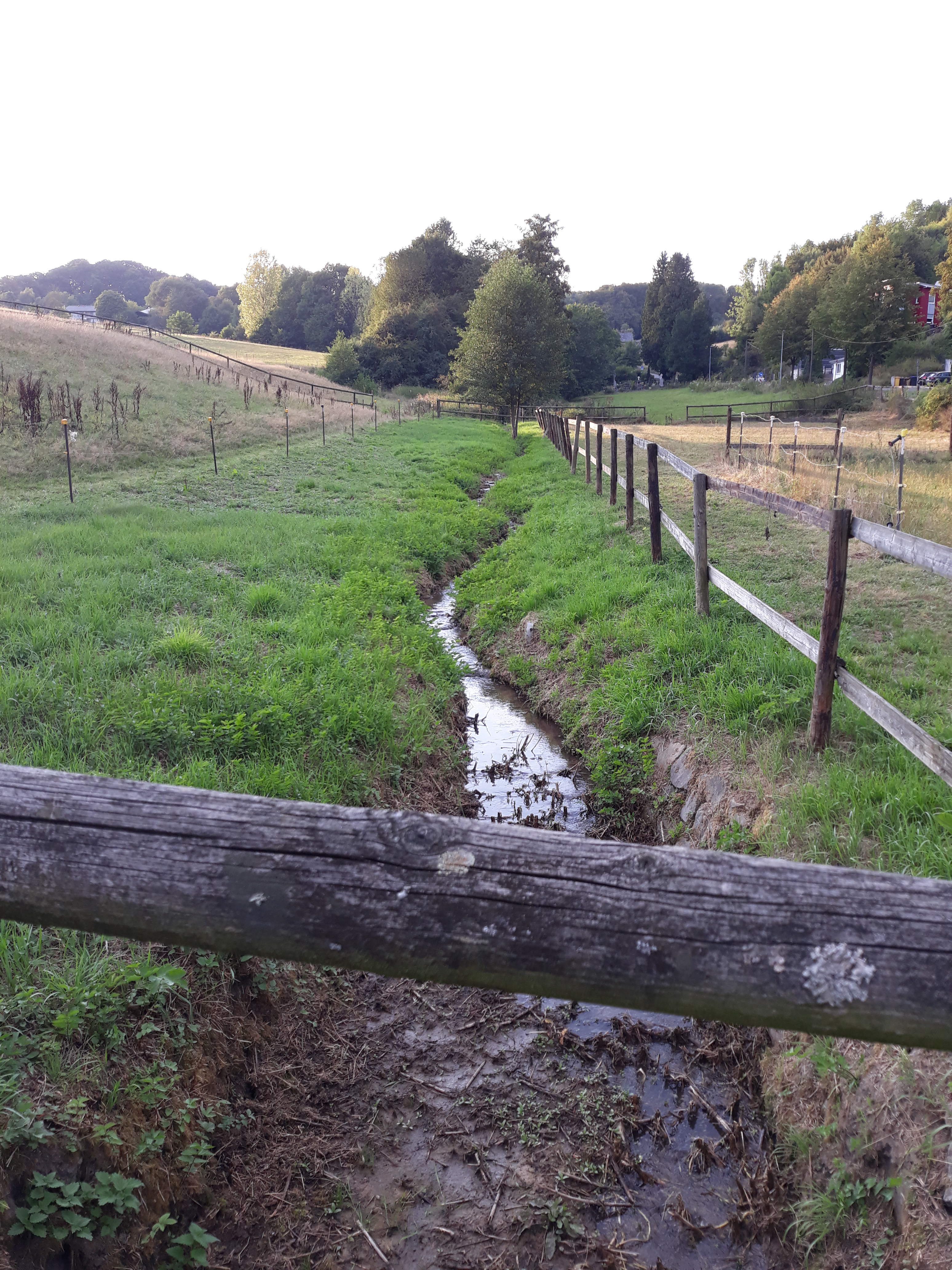

51°00′27″N 7°10′50″E / 51.007523991032°N 7.180636708933073°E
羅森塔爾巴赫河（德語：Rosenthaler Bach），是德國的河流，位於該國西部，處於北萊茵-威斯特法倫州，屬於施特倫德河的右支流，河道全長1.3公里，流域面積4.4平方公里。